# John Ask
John Adolf Ask, född den 17 november 1854 i Lund, död där den 14 oktober 1907, var en svensk rättslärd.
Ask studerade vid Lunds universitet och utnämndes efter praktiktjänstgöring i domstol till vice häradshövding 1881. Han återgick sedan till universitetet och blev där docent i civilrätt 1882, extra ordinarie professor i statsrätt med mera 1891 samt ordinarie professor i samma ämnen 1900, efter att 1893 ha promoverats till juris hedersdoktor. Ask var ordförande i Akademiska Föreningen 1900–1904.
Förutom att undervisa i ett flertal juridiska ämnen, ägnade han sig också åt ett flitigt författarskap inom olika områden av rättsvetenskapen. Bland hans skrifter kan nämnas Om formaliteter vid kontrakt I, II (1885, 1887), Föreläsningar i svensk sakrätt (1889), Om ansvarighet för tryckfrihetsbrott (1890), Om författarerätt (1893), De allmänna underrätternas inbördes behörighet i tvistemål (1896), Fredsrörelsen och folkrätten (1902), Föreläsningar i svensk förvaltningsrätt I−III (1902-1906), Den maritima handeln och kriget (promotionsprogram 1903), samt artiklar i Nordisk familjebok. 
John Ask var son till universitetsrektorn Carl Jacob Ask och bror till oftalmologiprofessorn Fritz Gustaf Ask. Han är begraven på Norra kyrkogården i Lund.